# Дьёрдь (сын Андраша I)
Дьёрдь (венг. György) — сын венгерского короля Андраша I от его брака с венгерской женой до крещения Андраша в христианскую веру. Впоследствии (около 1038 года) Андраш I женился на княжне Анастасии Ярославне, дочери Ярослава Мудрого и Ингегерды Шведской. В 1053 году Анастасия родила сына, названного Шаламоном, который стал наследником престола. Это сделало детей от его предыдущих нехристианских браков незаконными и не позволило им претендовать на уже христианский венгерский престол. Дьёрдь уехал в 1055 году в Шотландию, где стал основателем клана Драммонд.